# Quartier Belfort
Pour l’article homonyme, voir Belfort (homonymie).
 (octobre 2018).
 (octobre 2018).
 (octobre 2018).
Si vous disposez d'ouvrages ou d'articles de référence ou si vous connaissez des sites web de qualité traitant du thème abordé ici, merci de compléter l'article en donnant les références utiles à sa vérifiabilité et en les liant à la section « Notes et références ».
Belfort est un quartier de Toulouse, faisant lui-même parti du quartier Matabiau.

## Historique et localisation géographique
Ce quartier fait partie de la première circonscription législative de Haute Garonne et du canton de Toulouse-3 de l’arrondissement de Toulouse.
En 1866, fut construite la chapelle Notre-Dame-des-Victoires entre la rue et la place de Belfort. L’école du Castelet, démolie dans les années 2000, était une école religieuse attenante à la chapelle. Elle est désacralisée en 1991 et accueille depuis 2005 une crèche collective, une bibliothèque ainsi qu’une salle municipale située dans l’ancien chœur de l’église.
Du point de vue historique, ce quartier a été considéré pendant des décennies comme « mal famé » du fait que c'était le « quartier chaud » de la ville, malgré son emplacement à proximité immédiate du centre de Toulouse (Victor Hugo, Place Wilson, Place Jeanne d'Arc, Gare Matabiau, Allées Jean-Jaurès).
Jusqu'à la fin des années 1990, des dizaines d'hôtels de passe étaient implantés dans les rues partant de la place de Belfort ou les prostituées y ramenaient leurs clients (rue Bertrand-de-Born, rue de Stalingrad, rue Lafont, rue Denfert-Rochereau, rue Héliot et rue Cafarelli).
Toute une économie parallèle découlait de ces activités marginales avec la présence de nombreux « bars américains » (bars à champagne) garnis d’« hôtesses », de dizaines de « sex shops », qui se fondaient dans ce quartier multiculturel tranquille.
La place de Belfort a connu un regain de notoriété à partir de 1980 grâce à la boulangerie atypique Les Frères Vanelli, ouverte 24h/24 toute l’année, et qui, pendant 20 ans, a été le point de chute des fêtards, de marginaux divers, ou encore de musiciens qui s’y retrouvaient après leurs représentations. L’endroit, où était diffusée de la musique, voyait également passer des personnalités ou célébrités (chanteurs, acteurs, sportifs, etc.).
Rue Denfert Rochereau il y a eu également le Tilt, un immense bar musical dirigé par Alain Elofer où avaient lieu chaque année les Tremplins du rock, concours accueillant des groupes de rock de la région.
Le quartier vit une véritable transformation qualifiable de gentrification. En effet, situé dans l'hypercentre toulousain et attenant aux « ramblas » des allées Jean-Jaurès, il va changer de physionomie grâce à la volonté de la municipalité qui prévoit de nouveaux aménagements avec d'importants projets de constructions d'immeubles accompagnés de la rénovation complète des voies. 
Il est également à proximité du futur Grand Matabiau, quartier d'affaires dont le symbole phare est la future Tour d'Occitanie.

## Vie culturelle
Depuis 2000 et grâce aux associations locales, le quartier Belfort est rendu très accueillant par ses kermesses, soirées moules et concerts, lui offrant une certaine convivialité. 
Avec la création de la médiathèque municipale de Toulouse située à proximité, le quartier Belfort profite d'un environnement culturel riche. La proximité de trois stations de métro, d'une bibliothèque de quartier, d'un jardin d'enfant créée en septembre 2010 dans le jardin municipal derrière l'église du Castelet, d'une crèche et d'une discothèque font de Belfort un quartier attractif pour les jeunes toulousains.
Dans ce quartier se trouve le Chinatown toulousain situé principalement dans la rue Denfert-Rochereau. 
Depuis le 20 octobre 2011 le premier marché nocturne de la ville de Toulouse se tient sur la place Belfort.  
Hebdomadaire, le Marché de l’Étoile est une véritable révolution pour le quartier car s'il a vocation, bien entendu, de répondre à un besoin réel (permettre aux Toulousains de pouvoir acheter du frais en rentrant du travail, favoriser les filières courtes ...), il est le plus grand signe de réinvestissement de l'espace public d'une place délaissée jusqu'à présent par les locaux.